# Sommerschafweide auf Breitelau
Die Sommerschafweide auf Breitelau ist ein vom Landratsamt Münsingen am 31. Mai 1955 durch Verordnung ausgewiesenes Landschaftsschutzgebiet auf dem Gebiet der Stadt Münsingen im Landkreis Reutlingen in Baden-Württemberg.

## Lage und Beschreibung
Das 15,5 Hektar große Landschaftsschutzgebiet liegt etwa 2 km westlich des Münsinger Stadtteils Hundersingen im Gewann Breiteloh an der Grenze der Naturräume Mittlere Kuppenalb und Mittlere Flächenalb.
Geologisch stehen die Formationen der Unteren Massenkalke des Oberjuras an.
Das Landschaftsschutzgebiet ist infolge der Nutzungsaufgabe heute überwiegend durch Sukzession oder Aufforstung bewaldet.